# Teoría ergódica de Ramsey
La teoría ergódica de Ramsey es una rama de las matemáticas donde los problemas motivados por la combinatoria aditiva se prueban usando la teoría ergódica.

## Historia
La teoría ergódica de Ramsey surgió poco después de la demostración de Endre Szemerédi de que un conjunto de densidad superior positiva contiene progresiones aritméticas arbitrariamente largas, cuando Hillel Furstenberg dio una nueva prueba de este teorema usando la teoría ergódica. Desde entonces, ha producido resultados combinatorios, algunos de los cuales aún no se han obtenido por otros medios, y también ha brindado una comprensión más profunda de la estructura de los sistemas dinámicos que conservan la medida.

## Teorema de Szemerédi
El teorema de Szemerédi es un resultado en combinatoria aritmética, relativo a progresiones aritméticas en subconjuntos de los enteros. En 1936, Erdős y Turán conjeturaron que cada conjunto de números enteros A con densidad natural positiva contiene una progresión aritmética de k términos para cada k. Esta conjetura, que se convirtió en el teorema de Szemerédi, generaliza el enunciado del teorema de van der Waerden. Hillel Furstenberg demostró el teorema utilizando principios ergódicos en 1977.